# Gavin Schmidt

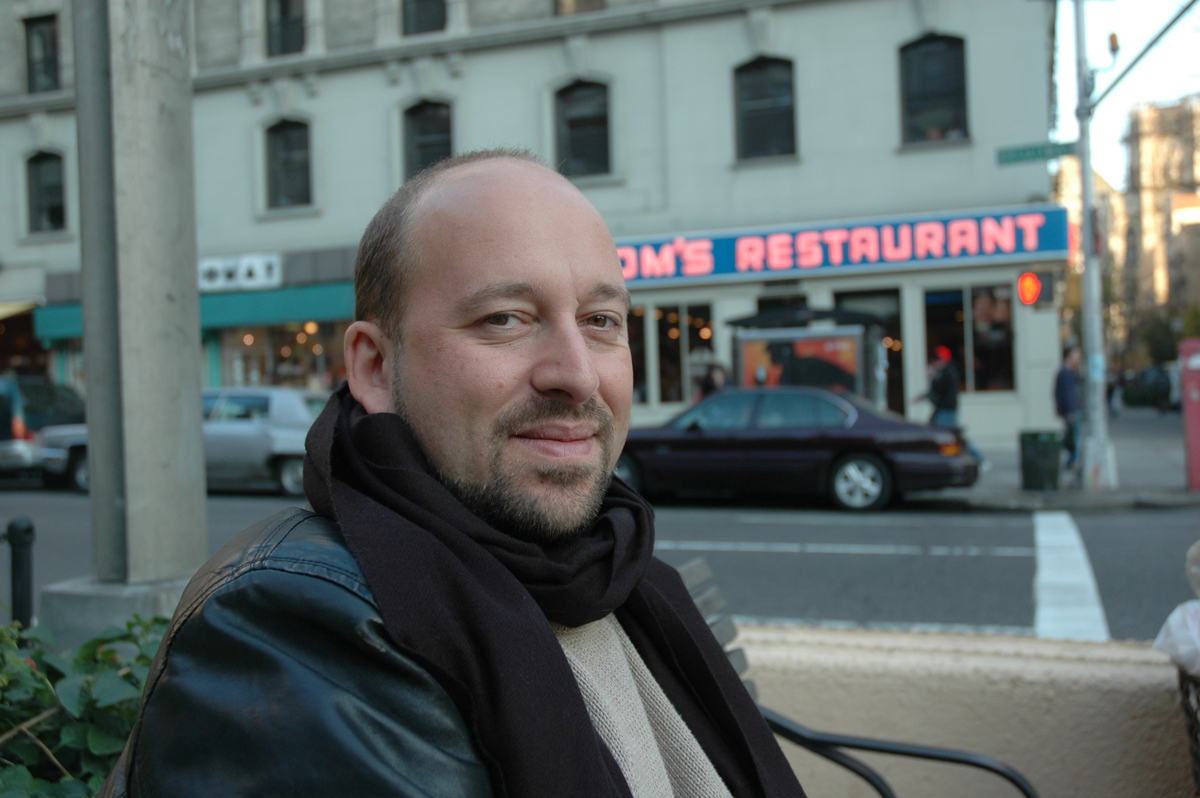

Gavin A. Schmidt ist ein US-amerikanischer Klimatologe. Seit Juni 2014 leitet er das Goddard Institute for Space Studies (GISS) der NASA. Von Thomson Reuters wird er in der Liste der am häufigsten zitierten Wissenschaftler in der Kategorie Geowissenschaften geführt.
Seine Schwerpunkte sind die Entwicklung von Klimamodellen, die Erforschung der Wechselwirkungen zwischen Meeresströmungen und Klima und die Reaktion des Klimas auf sich verändernde Antreiber wie zunehmende Treibhausgase oder Aerosole.
Unter anderem leitete er die Entwicklung eines der führenden Klimasystemmodelle. Mit Stand März 2021 war er als Autor an der Publikation von ca. 150 wissenschaftlichen Papern beteiligt.
Schmidt erhielt einen B.A. (Hons) in Mathematik am Jesus College der University of Oxford und promovierte in angewandter Mathematik am University College London.
Neben zahlreichen Publikationen zur Klimaforschung schreibt Schmidt regelmäßig im Blog RealClimate. Im Jahr 2011 verlieh ihm die American Geophysical Union (AGU) den im selben Jahr neu geschaffenen und mit 25.000 US-Dollar dotierten Climate Communication Prize. 2018 wurde er zum Fellow der AGU ernannt. 2021 wurde er zum „senior climate adviser“ der NASA ernannt.

## Publikationen
- mit Joshua Wolfe: Climate Change: Picturing the Science. W. W. Norton, 2009, ISBN 978-0393331257